# Integrated Data Store
Integrated Data Store (IDS)は初期のネットワーク型データモデルのデータベースで、性能の高さから産業分野で広く使われた。
IDSはデータ処理業界の団体であるCODASYL のData Base Task Groupの規格の基礎となった。

## 解説
IDSは1960年代にゼネラル・エレクトリック社のコンピュータ部門（後にハネウェル・インフォメーション・システムズ社となる）でチャールズ・バックマンによって設計され、その作成に対して1973年に米国計算機協会（Association for Computing Machinery）からチューリング賞が授与された。ソフトウェアは1964年に GE 235 コンピュータ向けにリリースされている。1965年には、顧客であるウェアーハウザー向けのネットワーク版が稼動していた。
1975年に登場したIDS/IIは有償プログラム製品となり、この時、オリジナル版はIDS/Iと表示された。
IDSは当時のハードウェアで最大限の性能を発揮するように設計されているため、アプリケーションの利用や実装は簡単ではなかったが、その弱点が逆に強みになり、IDS 型データベースを巧みに実装したブリティッシュ・テレコムの巨大な CSS プロジェクト（年間 100 億以上のトランザクションを処理する IDMS（Integrated Database Management System）では、テラバイト級のデータベースで、すべてのリレーショナルデータベース実装に匹敵する性能を発揮している。チャールズ・バックマンの革新的な設計は、主要な商業事業で最先端の応用利用先を見つけ続けている。
その後、BFグッドリッチ・ケミカル社が、より使いやすくするためにシステム全体を書き直し、統合データ管理システム（IDMS）と名付けた。